# جیمز هارپر-اور
جیمز هارپر-اور (انگلیسی: James Harper-Orr; ۱۸ اکتبر ۱۸۷۸ – ۱۹ مارس ۱۹۵۶) بازیکن هاکی روی چمن، و بازیکن کریکت اهل بریتانیا بود.